# بقم فيرا
سيسالبينيا فيرا (الاسم العلمي: Caesalpinia  ferrea)، هو نبات ينتمي إلى بقولية (فصيلة: Fabaceae).

## معرض صور

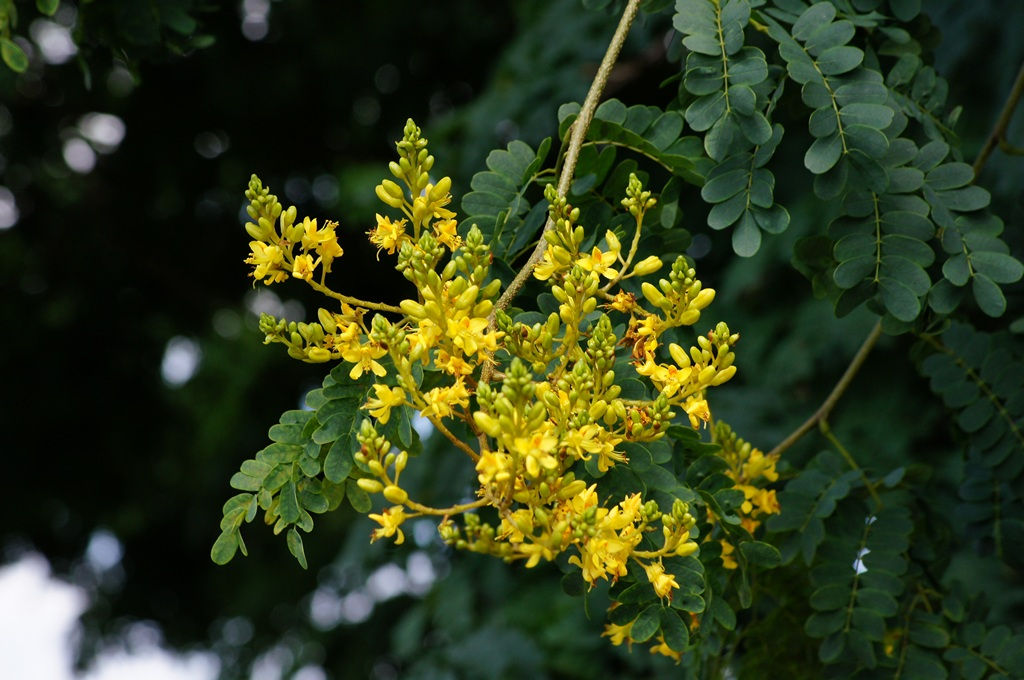
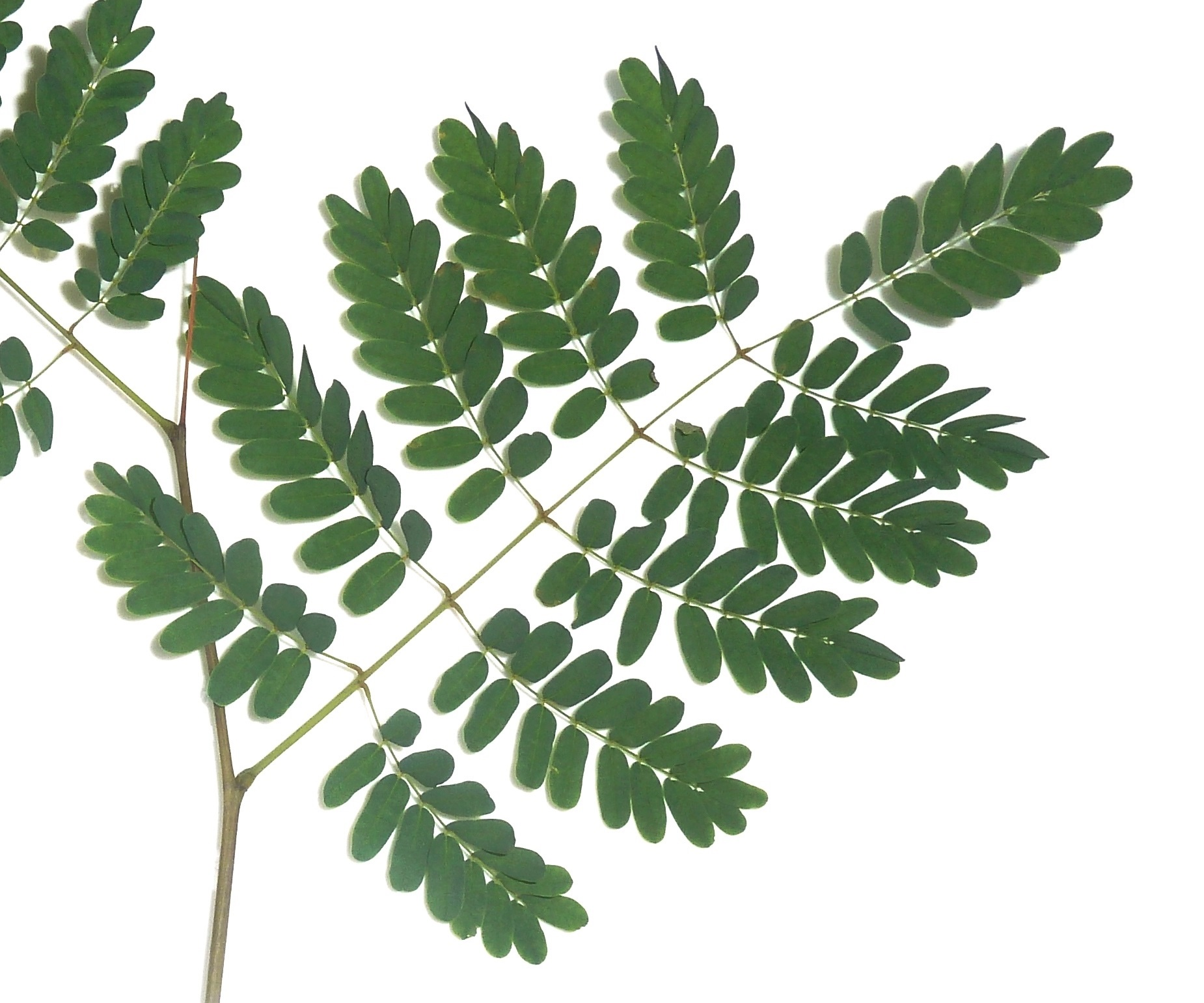
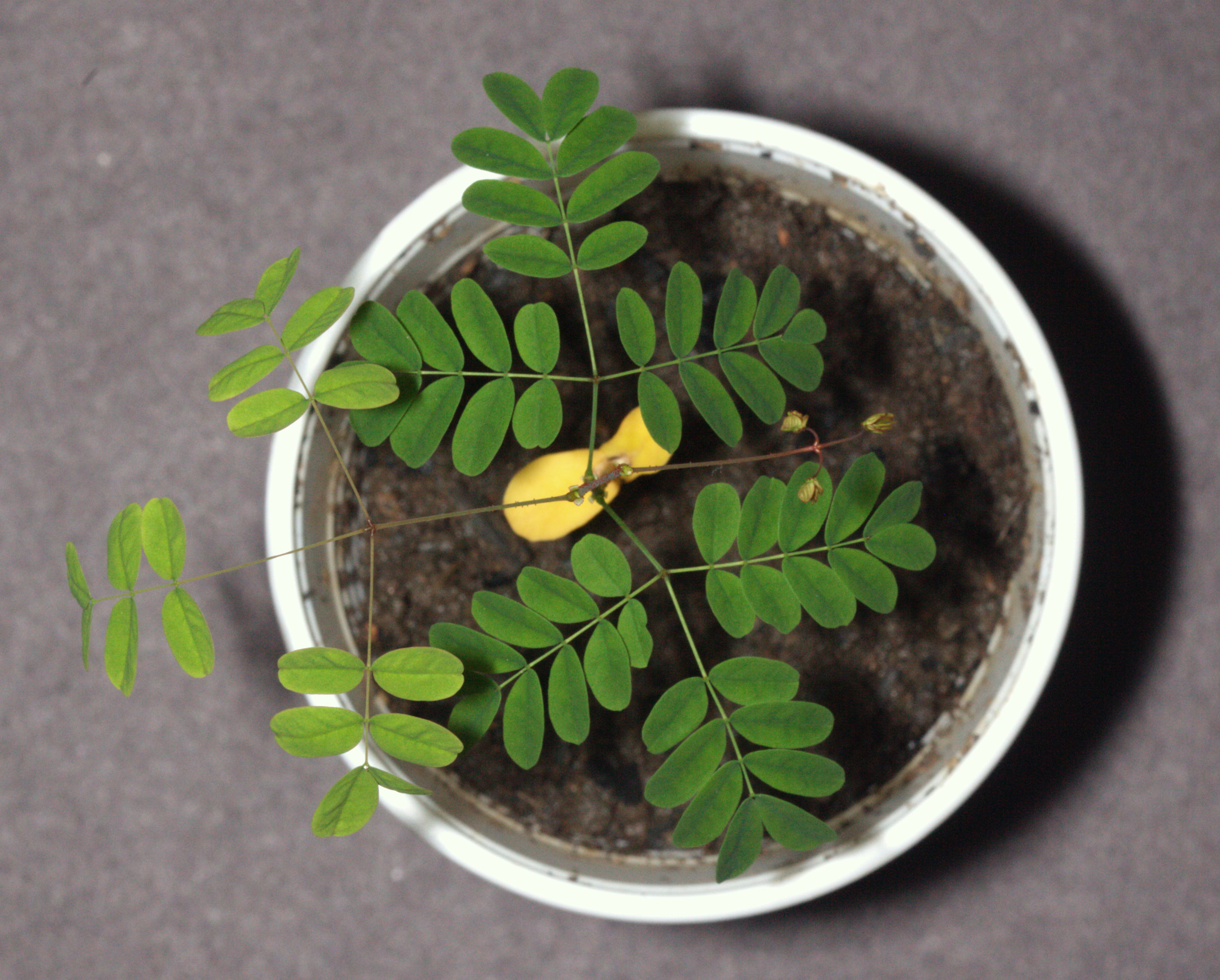
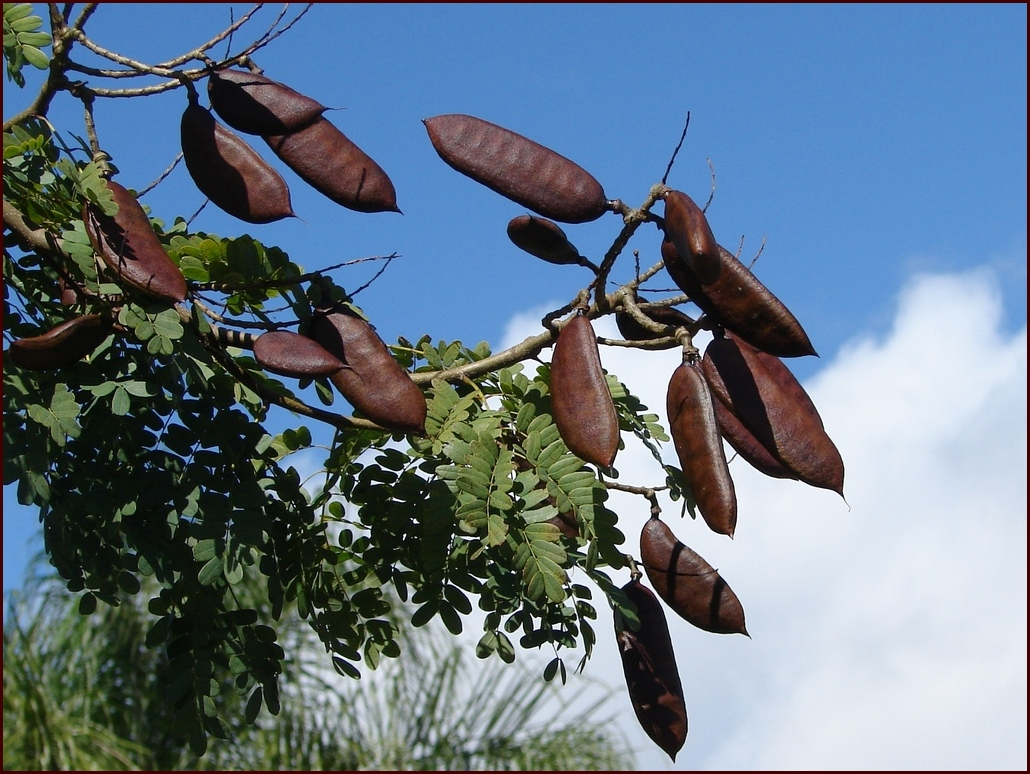